# Aemilius Venustus

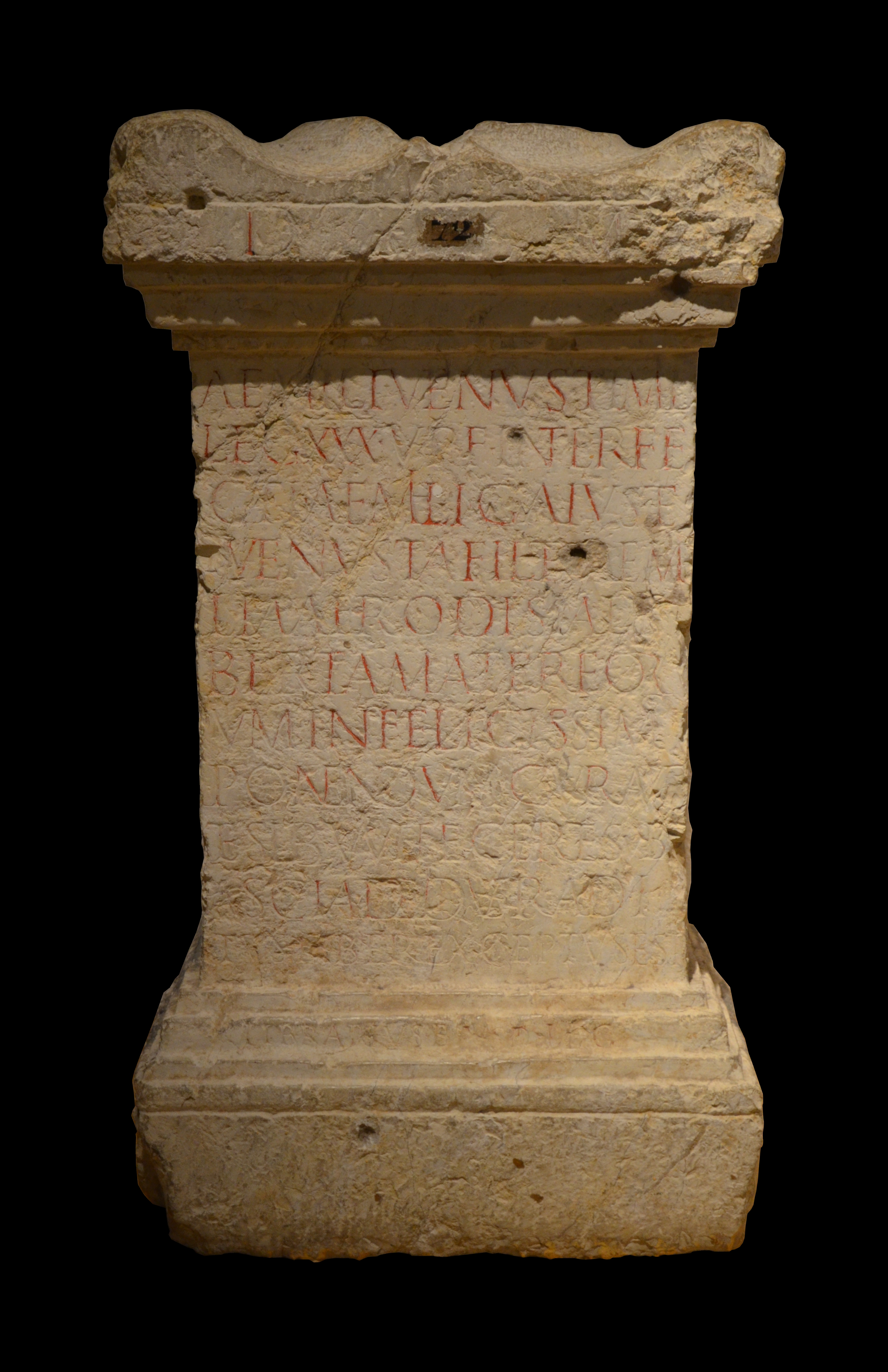
Die Inschrift

Aemilius Venustus (sein Praenomen ist nicht bekannt) war ein im 3. Jahrhundert n. Chr. lebender Angehöriger der römischen Armee.
Durch eine Inschrift, die in Lugdunum gefunden wurde, ist belegt, dass Venustus Soldat der Legio XXX Victrix pia fidelis war. Der Grabstein wurde durch seine Kinder, Gaius Aemilius und Venusta Aemilia, und deren Mutter, die Freigelassene Aemilia Afrodisia, für ihn und sich selbst (zu ihren Lebzeiten) errichtet und unter der Ascia geweiht.
Venustus starb gewaltsam (interfectus) unter unbekannten Umständen. Am Ende der Inschrift steht, dass der Zugang zum Grab frei ist, davon ausgeschlossen ist jedoch der librarius derselben Legion (aditus liber exceptus est librarius eiusdem legionis). Möglicherweise war dieser librarius an dem Vorfall oder dem Verbrechen, das zum Tode von Venustus führte, beteiligt.
Die Inschrift wird in der Epigraphik-Datenbank Clauss-Slaby in die erste Hälfte des 3. Jahrhunderts datiert, bei Marcus Reuter auf nach 197.